# Ellen Braga

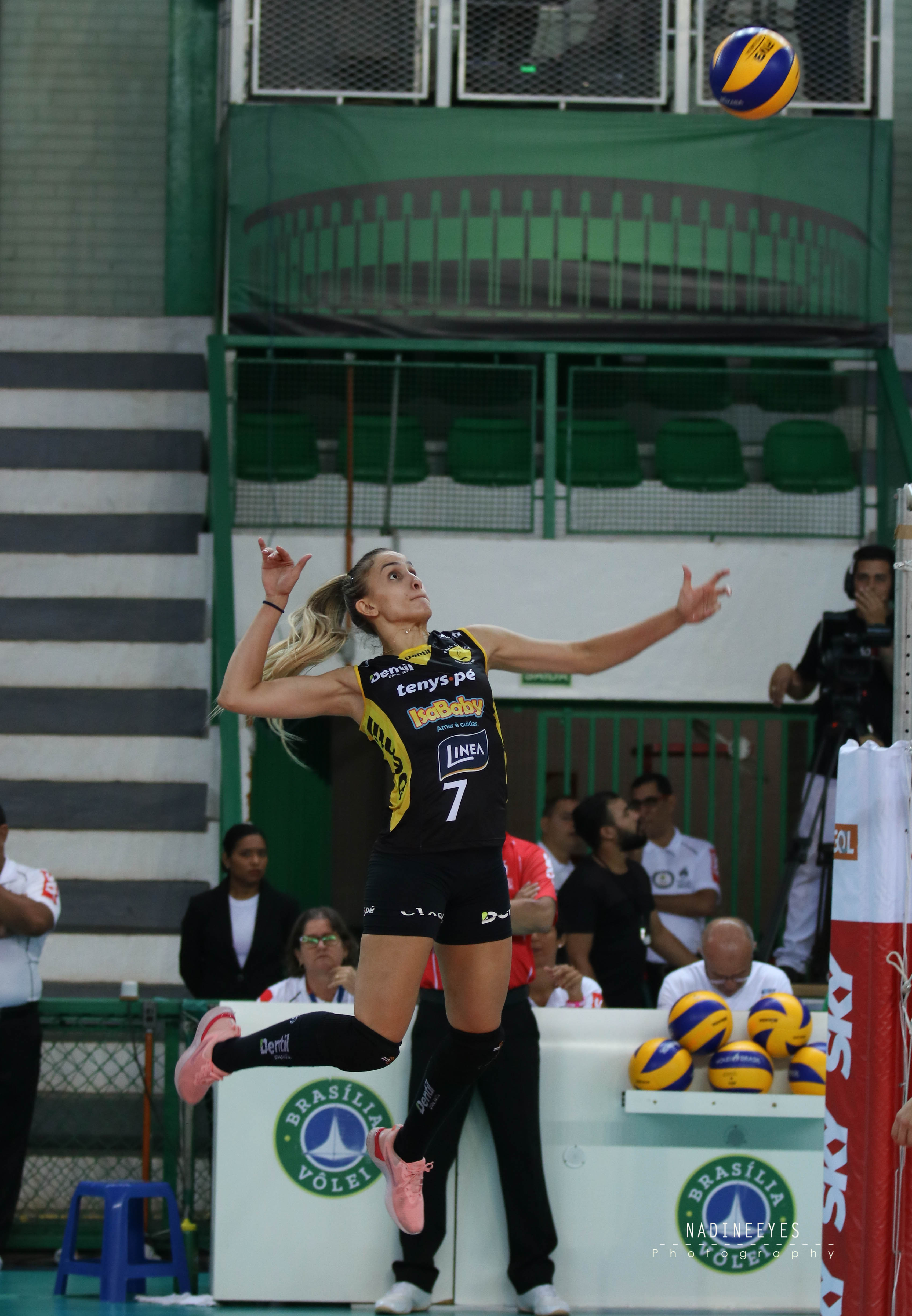
Ellen Braga podczas wykonywaniu ataku z lewego skrzydła w drużynie Praia Clube w sezonie 2018/2019

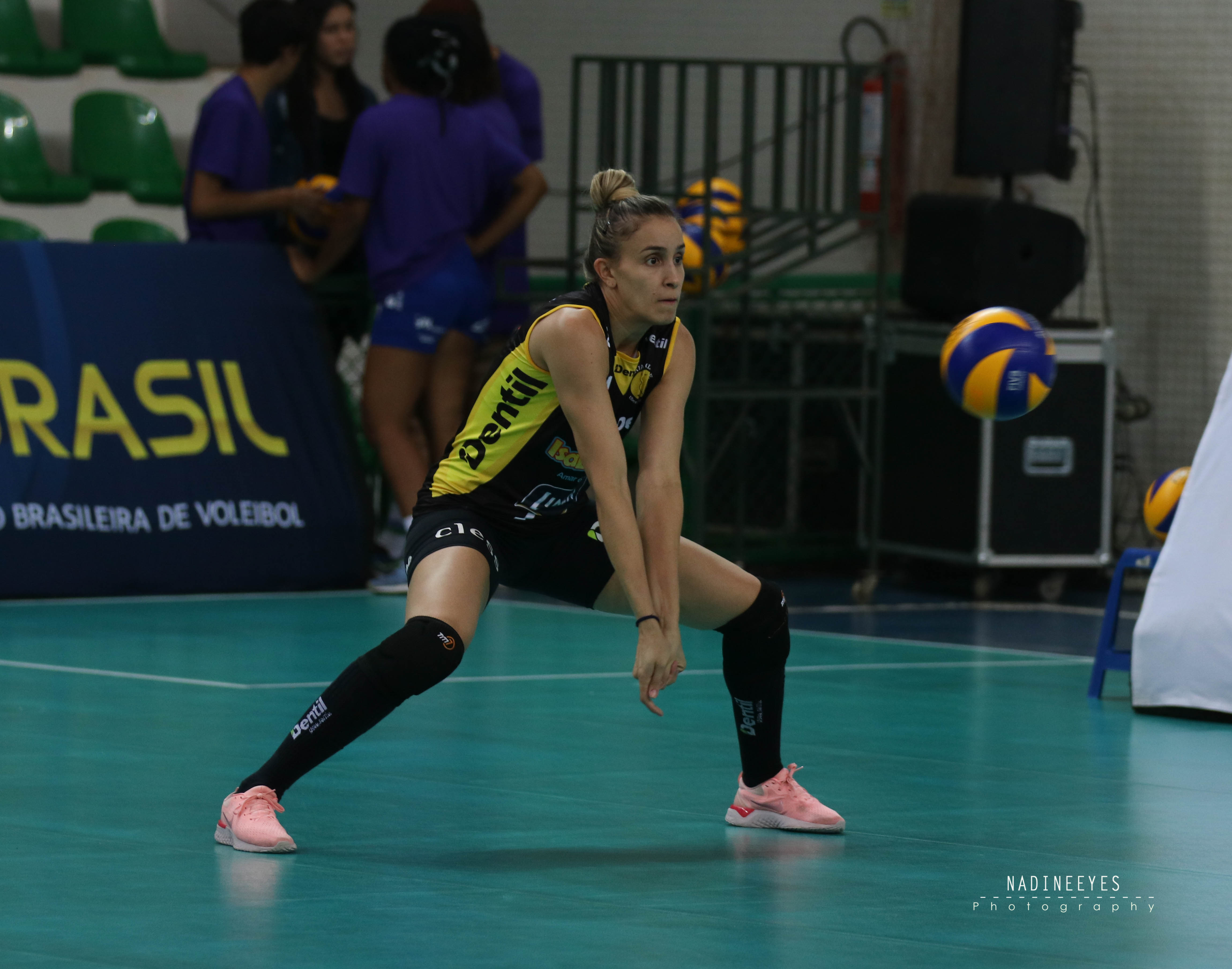
Ellen Braga odbija piłkę sposobem dolnym w drużynie Praia Clube w sezonie 2018/2019

Ellen Vilas Boas Braga (ur. 12 czerwca 1991 w Recife) – brazylijska siatkarka, reprezentantka kraju, grająca na pozycji przyjmującej.

## Przebieg kariery
| Lata                      | Klub                                |                   |                   |                   |                   |                   |                   |                   |                   |                   |
| kariera juniorska         | kariera juniorska                   | kariera juniorska | kariera juniorska | kariera juniorska | kariera juniorska | kariera juniorska | kariera juniorska | kariera juniorska | kariera juniorska | kariera juniorska |
| ------------------------- | ----------------------------------- | ----------------- | ----------------- | ----------------- | ----------------- | ----------------- | ----------------- | ----------------- | ----------------- | ----------------- |
| 2005–2009                 | ADC Bradesco                        |                   |                   |                   |                   |                   |                   |                   |                   |                   |
| kariera seniorska         |                                     |                   |                   |                   |                   |                   |                   |                   |                   |                   |
| 2009–2011                 | Sollys/Osasco                       |                   |                   |                   |                   |                   |                   |                   |                   |                   |
| 2011–2012                 | Rio do Sul                          |                   |                   |                   |                   |                   |                   |                   |                   |                   |
| 2012–2015                 | Esporte Clube Pinheiros             |                   |                   |                   |                   |                   |                   |                   |                   |                   |
| 2015–2016                 | SESI São Paulo                      |                   |                   |                   |                   |                   |                   |                   |                   |                   |
| 2016–2019                 | Dentil/Praia Clube                  |                   |                   |                   |                   |                   |                   |                   |                   |                   |
| 2019–2020                 | Osasco/Audax                        |                   |                   |                   |                   |                   |                   |                   |                   |                   |
| 2020–2021                 | Çan Gençlik Kale SK                 |                   |                   |                   |                   |                   |                   |                   |                   |                   |
| 2021–2023 (do 12.01.2023) | Vbc Trasporti Pesanti Casalmaggiore |                   |                   |                   |                   |                   |                   |                   |                   |                   |
| 2023–2023 (od 13.01.2023) | Moya Radomka Lotnisko Radom         |                   |                   |                   |                   |                   |                   |                   |                   |                   |
| 2023–                     | SL Benfica Lizbona                  |                   |                   |                   |                   |                   |                   |                   |                   |                   |

## Sukcesy klubowe
Klubowe Mistrzostwa Ameryki Południowej:
- 2010, 2011
- 2017, 2019

Mistrzostwo Brazylii:
- 2010, 2018
- 2011, 2019
- 2017

Klubowe Mistrzostwa Świata:
- 2010

Puchar Brazylii:
- 2015

Superpuchar Brazylii:
- 2018

Puchar Portugalii:
- 2024[4]

## Sukcesy reprezentacyjne
Volley Masters Montreux:
- 2013

Grand Prix:
- 2015